# Saint-Jean-et-Saint-Paul
Saint-Jean-et-Saint-Paul là một xã ở tỉnh Aveyron, thuộc vùng Occitanie ở miền nam nước Pháp.